# Nowe Biskupice (województwo mazowieckie)
Nowe Biskupice – wieś sołecka w Polsce położona w województwie mazowieckim, w powiecie grójeckim, w gminie Warka.
| SIMC    | Nazwa    | Rodzaj    |
| ------- | -------- | --------- |
| 0640403 | Oskardów | część wsi |

W latach 1975–1998 miejscowość położona była w województwie radomskim.

## Nazwa
Nazwa wsi wywodzi się od przynależności tych terenów do biskupów poznańskich.
Na początku XX wieku mieszkańcy Nowych Biskupic nazywali swą miejscowość Błagodatnoje, a pod koniec stulecia ludność okolicznych wsi określała ją prześmiewczo mianem Kacapy. Do 19 lipca 1924 wieś nosiła nazwę: Błagodatne, która została zmieniona na Biskupice Nowe (gmina Drwalewo, powiat grójecki).

## Historia

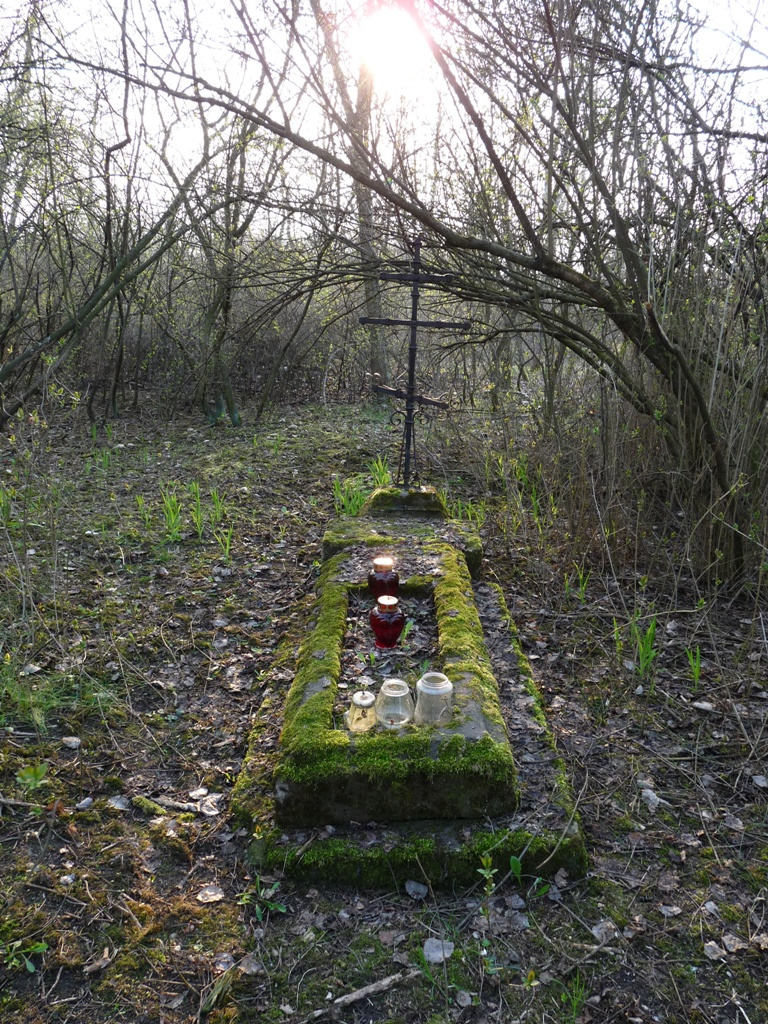
Cmentarz tzw. mogiłki przy żwirowni w Biskupicach

Po powstaniu styczniowym w 1868 roku ukaz carski spowodował konfiskatę wielu majątków kościelnych. Tak też stało się z gruntami Biskupic, które należały do diecezji poznańskiej. W 1873 roku wieś została zasiedlona dwustoma rosyjskimi staroobrzędowcami z Prus Wschodnich. Wkrótce jednak zjednoczyli się oni z prawosławiem stając się w ten sposób jednowiercami. Początkowo wierni jednowierczy z Nowych Biskupic należeli do oddalonej o 360 wiorst parafii działającej przy cerkwi Opieki Matki Boskiej w Karolinie w gminie Pokrowsk (świątynia ta przetrwała do dziś i funkcjonuje obecnie jako Kościół Świętej Rodziny). Z powodu znacznej odległości proboszcz jedynie dwa razy w roku mógł odwiedzić swoich parafian celem zaspokojenia ich potrzeb religijnych. Dlatego też mieszkańcy Nowych Biskupic podjęli decyzję o wzniesieniu niewielkiej cerkwi w ich miejscowości. Inicjatorem budowy i skarbnikiem komitetu budowlanego był chłop Afanazy Wysocki. Wśród ofiarodawców budowy świątyni znalazł się m.in. ks. Jan Kronsztadzki, który ofiarował na ten cel 500 rubli. Niebiańskim patronem świątyni obrano św. Aleksandra Newskiego. Cerkiew zbudowano z drewna i pokryto blachą. Nad nawą główną umieszczono 5 wieżyczek zwieńczonych kopułami. Kruchtę zaś nadbudowano dzwonnicą, którą zwieńczono hełmem i sygnaturką na jej szczycie. Uroczystej konsekracji cerkwi dokonano 19 grudnia 1894 roku. Parafia liczyła wówczas 125 osób. Cmentarz parafialny ulokowano niespełna kilometr na północ od świątyni, na niewielkim żwirowym pagórku (jego rudymenty zachowały się do dnia obecnego).
W czasach najlepszej świetności miejscowej diaspory rosyjskiej Biskupice zamieszkały rodziny Lichowych, Żełtonosów, Bondarowów, Wasilijewów, Trypolinów, Szerochowych, Moisijenków i Micinów. Jedną z najzamożniejszych rodzin byli Chodorwiczowie.
Z biegiem lat rdzennie rosyjska ludność prawosławna zaczęła wymierać, młodzi zaś asymilowali się wtapiając w polskie rodziny. Przejmowali tutejsze obyczaje i odchodzili od swoich korzeni. Jednak prawdziwy kres istnienia diaspory rosyjskiej przyniosły powojenne przesiedlenia ludności etnicznie niepolskiej do ZSRR oraz prześladowania tych, którzy zostali. Cerkiew podupadła i w związku z niewielką liczbą wiernych podjęto decyzję o jej zamknięciu w 1958 roku. Jej wyposażenie wywieziono do nowo powstałej wówczas parafii prawosławnej w Zielonej Górze, gdzie do dziś zachowało się w tamtejszej świątyni parafialnej. Jeszcze w tym samym roku biskupicka cerkiew z niewyjaśnionych przyczyn spłonęła. Dziś po świątyni pozostały przerośnięte trawą granitowe fundamenty i otaczające je wiekowe lipy.
W pobliżu cerkwi podczas II wojny światowej pochowani zostali niemieccy żołnierze, których część grobów została ekshumowana pod koniec lat 90. XX wieku.

## Związani z Nowymi Biskupicami
- Józef Morton – polski pisarz. Z Nowymi Biskupicami łączy go pochodzenie jego żony - Wiery Chodorowicz, wywodzącej się z zamożnego rodu miejscowych kolonistów rosyjskich. Morton spędził w Nowych Biskupicach m.in. cały okres okupacji niemieckiej. Po podjęciu decyzji o likwidacji swojego majątku posagowego w Nowych Biskupicach przeprowadził się do Czarnolasu by objąć tam stanowisko kustosza Muzeum im. Jana Kochanowskiego[8].